# 저항식 터치스크린
저항식 터치스크린(抵抗式-) 또는 감압식 터치스크린(感壓式-)은 압력을 인식하여 작동하는 방식의 터치스크린이다. 저항식 터치스크린은 저렴하고, 스타일러스 펜으로 필기나 작은 칸에도 글을 쓸 수 있는 것이 장점이지만, 압력을 이용한 방식이기 때문에 오히려 세게 누르면 인식이 되지 않고, 정전식 터치 방식보다 약간 터치감이 둔하다는 것이 단점이다.

## 작동 원리
저항식 터치스크린은 여러 개의 층으로 구성되어 있다. 이러한 여러 개의 층 가운데 전도층이 있는데, 전도층은 2개의 층이 공기층을 가운데 두고 마주보고 있다. 바깥 화면을 누르면 두 전도층이 서로 맞닿게 되고, 이로 인해 저항과 전류가 변하게 되어 터치가 된 것을 인식하게 된다.

## 같이 보기
- 터치스크린
- 정전식 터치스크린
- 광학식 터치스크린